# Hunderup (Odense)
 For alternative betydninger, se Hunderup. (Se også artikler, som begynder med Hunderup)
Hunderup er et boligkvarter i Odense beliggende umiddelbart syd for byens centrum.
Kvarteret afgrænses mod nord af Odense Å, mod vest af Søndre Boulevard, mod syd af Fruens Bøge og mod øst af indfaldsvejen Hjallesevej. Bydelen er kendetegnet ved mange store patriciervillaer, og opfattes som Odenses velhaverkvarter, da mange markante erhvervsfolk har boet der – eksempelvis grundlæggeren af frøfirmaet Dæhnfeldt.
Større veje i kvarteret er Langelinie, Sadolinsgade, Læssøegade og Hunderupvej, der alle har mange villaer i millionklassen. Udover overlæger, advokater, direktører med flere er et par kendisser bosiddende i kvarteret. Således har håndboldstjernen Anja Andersen boet i kvarteret, hvor også tidligere TV 2-sportschef Morten Stig Christensen var bosiddende.
Historisk har kvarteret været en selvstændig kommune, men denne blev i 1901 indlemmet i Odense Kommune, og er en traditionel højborg for de Konservative i Odense; ved kommunalvalget i 2005 fik partiet 53,2 procent af stemmerne på Sct. Knuds Gymnasium, der er afstemningssted for det meste af Hunderupkvarteret. I 2009 var Konservatives andel af stemmerne 39,9 procent.
I kvarteret finder man desuden folkeskolen Hunderupskolen, et privathospital, et kollegium, flere daginstitutioner, Thomas Kingos Kirke, Odense Adventkirke, Godthåbskirken tilknyttet Missionsforbundet, en kirke tilknyttet Mormonkirken, samt et par forretninger.
Kvarteret deler postdistriktet 5230 Odense M (Odense Midt) med Munkebjerg-kvarteret, der er beliggende øst for Hjallesevej. Et eksakt indbyggertal kendes derfor ikke, men Thomas Kingos Sogn, der omfatter størstedelen af kvarteret, har 8.203 beboere. Desuden ligger en mindre del af kvarteret i postdistriktet 5000 Odense C.